# بلعروق الزاوية
بلعروق الزاوية هي إحدى القرى التابعة لبلدية ودائرة سيدي عامر في ولاية المسيلة، الجزائر. ينشط معظم سكان منطقة الزاوية (قبر العود) في الفلاحة في المزارعة الموجود هناك
وتحتوي أيضا على العديد من الأودية وهما واد بلعروق الذي يبلغ طوله أكثر من 14 كيلومتر وجبال أهمها المكتسي من بين الأكبر من حيث الطول في ولاية المسيلة وجبل الكاف، يوجد أيضا مدرسة فقط مسجد وفرعان بلديان زاوية تسمى الزاوية العزوزية تضم العديد من الطلبة تبعد عن سيدي عامر حوالي 19 كيلومتر.

## التعليم والمنشآت الإدارية
1. مدرسة الزاوية
2. الزاوية العزوزية
3. فرع بلدي

## الزراعة
توجد عديد المزارع التي أصبحت تمول البلديات المجاورة لها على غرار بلدية سيدي عامر وعين افقه. وكذا تنوع النباتات مثلا الحلفاء، الشيح، المثنان، السدرة، إضافة إلى نباتات الشوكية مثل الصنوبر والعرعار والبطم واللوط.

## التضاريس
- الجبال
  - جبل المكتسي
  - جبل الكاف
  - الضلعة (جبل)

- الأودية:
  - واد بلعروق
  - واد سالم

وفيها أيضا بعض المناطق، مثل الزاوية.البثعة.الفرش.القفوات.قبر العود.القطاني.لدارة.فرشة بيت الضربان.رقب البطم.بن قرازة.دويرة الجيش. الضاية الباڨية. البادرة. وغيرها.